# Arquitectura reivindicativa
Se conoce como  arquitectura reivindicativa  efímera aquella que pone de manifiesto una situación crítica de tipo social, política o ambiental, ya sea mediante proyectos construidos o planteamientos teóricos, con la intención de atraer la atención sobre los temas planteados y producir una reflexión para generar conciencia.

## Generalidades
Los  proyectos arquitectónicos reivindicativos  exigen analizar el problema en profundidad en una primera fase, iniciándose así el proceso de concienciación y acercamiento a otros agentes. Para ello se utilizan instalaciones efímeras de pequeño tamaño que permitan reproducir de una manera efectiva, rápida y directa las ideas, y en ocasiones se ayudan de las nuevas tecnologías y las redes sociales para conseguir una mayor difusión. Su concepción parte de la base de que la arquitectura y el espacio urbano, como elementos inherentes en la representación de la sociedad, son capaces de reflejar las problemáticas que existen y utilizarse como medio para involucrar a la ciudadanía.

## Tipos

### Arquitectura reivindicativa social
Se centra en problemáticas sociales derivadas de desigualdades económicas, culturales, de género, etc. Muchas de estas propuestas no sólo proponen una solución al problema, sino que tienen unos rasgos reconocibles que permiten llamar la atención sobre él y generar conciencia en la población.
Krzysztof Wodiczko De 1980 en adelante 
Con sus instrumentos, proyecciones, arquitecturas interactivas y vehículos da voz a las personas que normalmente no la tienen; inmigrantes, personas sin hogar, veteranos, etc. Utilizando los elementos arquitectónicos y del espacio público como soporte, renueva la relación entre ellos y los viandantes.
Michael Rakowitz. ParaSite
Diferentes localizaciones en EEUU. 1998 en adelante

Sus arquitecturas hinchables construidas con bolsas de plástico se conectan a las salidas de aire de aparatos de aire acondicionado aprovechando el calor que expulsan a la calle, con diseños personalizados para personas sin hogar que se ven obligadas a vivir en la calle.
Shigeru Ban 
Este arquitecto utiliza materiales sostenibles como tubos de cartón y otros elementos reciclados en sus proyectos humanitarios de bajo coste con los que propone soluciones ante situaciones de emergencia como desastres naturales.
Lucy Orta

Artista visual que investiga los límites entre el cuerpo y la arquitectura y representa de una manera literal las conexiones entre las personas en espacios públicos, como en Nexus Architecture (2001) donde lo hace con el diseño de unos trajes especiales.

### Arquitectura reivindicativa política
Proponen una reflexión sobre una realidad política. Ésta puede ser la consecuencia de una crisis o un fenómeno puntual, para lo que estudian posibles soluciones que mejoren la situación o la hagan más visible ante los medios. También puede tratarse de una investigación sobre un sistema político establecido ante el que se proponen nuevas maneras de interpretarlo y sacar provecho de sus ventajas, a la vez que se trata de facilitar su entendimiento.
GraftLab Architects y Brad Pitt. Pink Project
Nueva Orleans, EEUU. 2007

Proyecto para hacer llegar al mundo el estado de devastación en el que se encuentra la comunidad tras el paso del huracán Katrina. Se basa en la utilización de un rasgo identificativo muy claro, el color rosa, creando una ciudad temporal de tiendas de campaña con un programa de eventos que atrae a la prensa.
Rintala Egertsson. Land(e)scape
Savonlinna, Finlandia. 1999

Sami Rintala junto con Marco Casagrande pusieron de manifiesto con esta instalación el abandono progresivo que está sufriendo el campo finlandés, elevando unos graneros abandonados sobre patas para que puedan seguir a sus dueños hasta la ciudad.
Andrés Jaque. Office of Political Innovation. Sweet Parliament Home
Gwangju. 2011

Sus investigaciones y experimentos arquitectónicos demuestran que la ciudad y sus espacios han absorbido las funciones domésticas de la casa, y que, al contrario, la casa se ha transformado en un espacio politizado donde se producen debates. Es una manera de introducir la política y los conflictos en el día a día.
Hermann Josef Hack. World Climate Refugee Camp
Diferentes localizaciones. Desde el 2007

Pone de manifiesto diferentes cuestiones políticas a través de instalaciones artísticas en espacios públicos, para asegurarse de que el mensaje llega al mayor número de ciudadanos, responsables también de los problemas.

### Arquitectura reivindicativa del espacio urbano
Son intervenciones que reclaman un cambio en el espacio público. Tras el estudio del problema, se propone una actuación que en primer lugar lo visibilice, y en segundo lugar lo solucione, fomentando la participación ciudadana en la mayoría de los casos.
Brad Downey

En sus intervenciones urbanas emplea objetos del día a día para reorganizarlos en formas nuevas que los desconecta de su contexto y crea nuevas situaciones.
Space Invaders

Mediante la introducción de las pequeñas criaturas salidas del famoso videojuego en rincones inesperados del espacio urbano y después localizándolas en un mapa interactivo reclaman la salida de las obras de arte de los museos y la participación ciudadana, gracias a la cual se llevan estas pequeñas figuras a todas las partes del mundo.
Florian Rivière

Se define a sí mismo como un “hacktivista urbano” que reprograma el espacio público alterando sus elementos para hacerlos más divertidos y participativos.
Aram Bartholl

Este artista propone materializar la influencia de las tecnologías de la red en el espacio público, concienciando sobre su predominio a la vez que consigue mayor interacción con esos lugares.

### Arquitectura reivindicativa ambiental
Este tipo de proyectos buscan concienciar acerca de problemáticas relacionadas con el medio ambiente, cuya solución pasa por una mayor participación social. En numerosos casos se tratan de prototipos interactivos que facilitan la comprensión de los fenómenos ambientales.
Guy Rottier

Alguno de sus proyectos teóricos y prototipos como la Village en carton (1969) proponen diseños con materiales sostenibles que incluso pueden ser quemados una vez cumplida su función, o como la serie de Maisons enterrées (1965-1972), proyectos alternativos construidos bajo residuos urbanos y coches viejos.
Andrés Jaque. Office of Political Innovation. COSMO
MoMA PS1 YAP, Nueva York. 2015 
Este prototipo móvil permite “democratizar el agua” filtrando y purificando 3.000 galones de agua haciéndola pasar por diferentes ecosistemas a través de un sistema de tuberías que expone el proceso y abre la discusión sobre el tema. A la vez se genera un espacio climáticamente confortable como un jardín, que atrae a la gente a celebrar fiestas debajo de él.
Elii. Árboles urbanos
Santiago de Compostela, Alcalá de Henares. 2009

Este prototipo hace visibles las funciones de un árbol en la ciudad a la vez que exige de la participación de los ciudadanos para su activación, mediante el ejercicio físico. Se basa en el cuidado mutuo entre el árbol urbano y el ciudadano.